# Messträsket
Messträsket är en sjö i Jakobstad i Finland. Den ligger i landskapet Österbotten, 400 km norr om huvudstaden Helsingfors. Utdikningar på 1950-talet ändrade Mässträsket från en klarvattensjö till en mosse.